# Sauris rectilineata
Sauris rectilineata är en fjärilsart som beskrevs av John S. Dugdale 1980. Sauris rectilineata ingår i släktet Sauris och familjen mätare. Inga underarter finns listade.